# Lotus Blanc

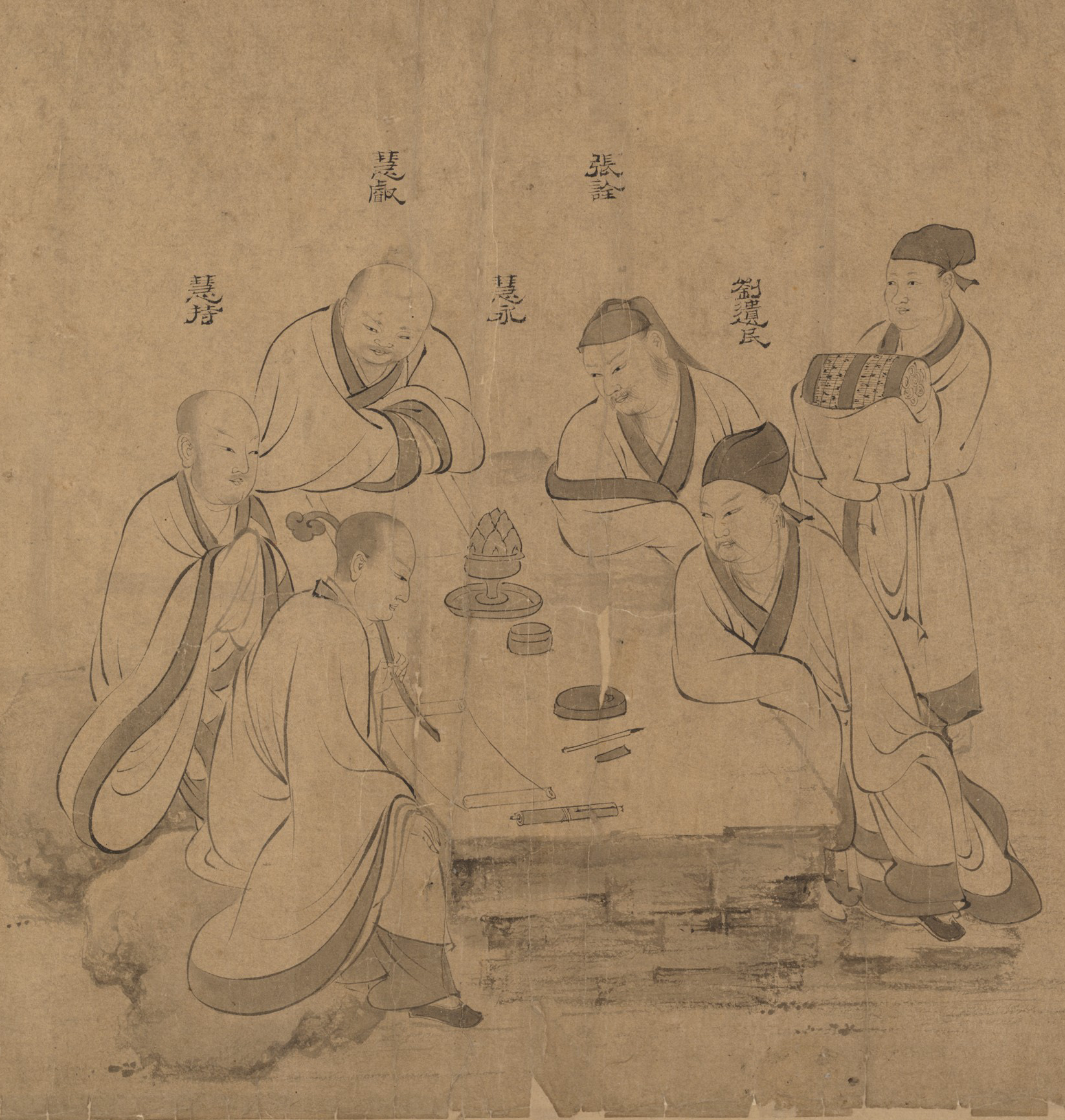
Representació de la Societat del Lotus Blanc (Xina, 1041–1106)

El Lotus Blanc és un moviment religiós i polític sincrètic que preveu l'arribada imminent del "Rei de la Llum" (明王), és a dir, el futur Buda Maitreya. A mesura que les sectes del lotus blanc es van desenvolupar, van apel·lar a molts xinesos han, que van trobar consol en el culte de Wusheng Laomu ('Anciana mare nonada').

## Història

### Rerefons
Els antecedents religiosos de la Secta del Lotus Blanc es remunten a la fundació de la primera Societat del Lotus Blanc (白蓮社) al temple Donglin al mont Lu per Huiyuan (334–416 dC). Durant el període Song del Nord (960–1126), es van fundar les Societats del Lotus Blanc al sud de la Xina, difonent-hi els ensenyaments de la Terra Pura i els mètodes de meditació. Entre els segles IX i XIV, els maniqueus xinesos es van implicar cada cop més amb l'escola de la Terra Pura. A través d'aquesta estreta interacció el maniqueisme va tenir una profunda influència en les sectes budistes xineses maitreyanes dins de la tradició de la Terra Pura, practicant junts tan estretament al costat dels budistes que les dues tradicions es van fer indistinguibles.

### Orígens
Durant el segle XII un monjo budista, Mao Ziyuan (茅子元) (c. 1096–1166 ; Nom del Dharma : Cizhao (慈照)), va fundar l'Escola del Lotus Blanc (白蓮宗) per tal de connectar les societats del Lotus Blanc disperses. Va erigir un Temple del Penediment del Lotus (蓮懺堂) on va predicar els ensenyaments que es va convertir en la base de la religió del Lotus Blanc (白莲敎). Aquesta religió va ser un moviment híbrid de budisme i el maniqueisme que emfatitzava els ensenyaments de Maitreya i el vegetarianisme estricte; el seu permís perquè homes i dones interactuessin lliurement es considerava estrany en l'àmbit social.

Durant el final del segle xiii, el domini de la dinastia mongol Yuan sobre la Xina va provocar petites però populars manifestacions contra el seu domini. A mesura que es van convertir en una dissidència generalitzada, els seguidors del Lotus Blanc van participar en algunes d'aquestes protestes, portant el govern de Yuan a prohibir la religió del Lotus Blanc com a secta religiosa heterodoxa (宗教异端), obligant els seus membres a passar a la clandestinitat. Ara una societat secreta, el Lotus Blanc es va convertir en un instrument de resistència quasi nacional i d'organització religiosa. Aquesta por a les societats secretes es porta a terme a la llei; el Gran Codi Legal Qing, que va estar en vigor fins a 1912, contenia la secció següent:
| « | Totes les societats que s'anomenen a l'atzar Lotus Blanc, comunitats del Buda Maitreya, o la religió Mingtsung (maniqueus), o l'escola del Núvol Blanc, etc., juntament amb tots els que duen a terme pràctiques desviades i herètiques, o que en llocs secrets tenen gravats i imatges, reunir la gent per cremant encens, reunir-se a la nit i dispersar-se de dia, enganyant la gent amb el pretext de conrear la virtut, serà condemnat. | » |

 Com altres societats secretes, van cobrir les seves activitats inusuals o il·lícites com a "cerimònies de crema d'encens".

### Anciana Mare nonada
Malgrat la seva implicació en el derrocament de la dinastia Yuan i, per tant, en la fundació de la dinastia Ming, el Lotus Blanc no va cessar les seves activitats polítiques contra les autoritats xineses; en conseqüència, va romandre prohibit durant la dinastia Ming. Com que se'ls prohibeix establir una autoritat central, no es va poder aplicar cap ortodoxia doctrinal, permetent que els seus ensenyaments i pràctiques es diversificassin cada cop més. Si bé Maitreya continuava sent la figura central de la majoria de les sectes del Lotus Blanc, durant el regnat de l'emperador Zhengde (1506–1521) una nova deïtat va començar a créixer en popularitat entre els seguidors del Lotus Blanc: Wusheng Laomu (無生老母 o l'Anciana Mare nonada). Originària de la religió popular xinesa taoista, va ser identificada com el Buda transcendent que mai es va encarnar però que existeix sense néixer o transformar-se en no-ésser, però que, tanmateix, es va predir que descendiria a la Terra per reunir tots els seus fills al mil·lenni en una sola família i guiar-los amb seguretat de tornada al cel, la "llar del veritable buit " (真空家鄉).

### Aixecament de Wang Lun
El Lotus Blanc va resorgir a finals del segle xviii en forma d'un moviment xinès inspirat en moltes formes i sectes diferents.
El 1774, l'herborista i artista marcial Wang Lun va fundar una secta derivada del Lotus Blanc que va promoure ensenyaments de meditació a la província de Shandong, no gaire lluny de Pequín, prop de la ciutat de Linqing. La secta va liderar un aixecament que va capturar tres ciutats petites i va assetjar la ciutat més gran de Linqing, una ubicació estratègica a la ruta de transport nord-sud del Gran Canal. Després de l'èxit inicial, va ser superat en nombre i derrotat per les tropes Qing, inclosos els exèrcits locals de soldats xinesos coneguts com l'Exèrcit de l'estendard verd.
Un rebel capturat va relatar de la mort de Wang Lun a les autoritats de Qing: Wang Lun va romandre assegut a la seva seu amb una túnica porpra i dues polseres de plata mentre moria cremat amb el seu punyal i la seva espasa de doble fulla al seu costat.
Wang Lun probablement va fracassar perquè no va fer cap intent d'aconseguir un ampli suport públic. No va distribuir la riquesa capturada ni els subministraments d'aliments, ni va prometre reduir la càrrega fiscal. Incapaç de construir una base de suport, es va veure obligat a fugir ràpidament de les tres ciutats que va atacar per evadir les tropes governamentals. Tot i que va passar per una zona habitada per gairebé un milió de camperols, el seu exèrcit mai va comptar amb més de quatre mil soldats, molts dels quals havien estat obligats a fer servei.
A partir del 1794, dues dècades després de l'aixecament fallit de Wang Lun, també va sorgir un moviment a la regió muntanyosa que separa Sichuan de Hubei i Shaanxi al centre de la Xina. Aquí, el Lotus Blanc va portar els colons empobrits a la rebel·lió, prometent la salvació personal a canvi de la seva lleialtat. Començant com a protestes fiscals, la rebel·lió final va obtenir un creixent suport i simpatia per part de molta gent. La rebel·lió va créixer en nombre i poder i, finalment, es va convertir en una seriosa preocupació per al govern.
Va seguir un programa sistemàtic de pacificació en què la població va ser reassentada en centenars de pobles empaquetats i organitzada en milícies. En la seva última etapa, la política de repressió Qing va combinar la persecució i l'extermini de les bandes guerrilleres rebels amb un programa d'amnistia per als desertors. La rebel·lió va acabar el 1804. Un decret de l'emperador Daoguang admetia que "va ser l'extorsió dels funcionaris locals la que va incitar la gent a la rebel·lió. . .".

### Aixecament dels Vuit Trigrames
A la primera dècada del segle xix, també hi havia diverses sectes de Lotus blanc actives a la zona al voltant de la capital de Pequín. Lin Qing, un altre membre de la secta dels Vuit Trigrames dins del Lotus Blanc, va unir diverses d'aquestes sectes i amb elles va construir una organització que més tard lideraria l'aixecament dels Vuit Trigrames de 1813.
Els administradors també van confiscar i destruir les escriptures sectàries utilitzades pels grups religiosos. Un d'aquests funcionaris va ser Huang Yupian (黃育楩), que va refutar les idees trobades a les escriptures amb opinions ortodoxes confucianes i budistes a Una detallada refutació de l'heretgia (破邪詳辯 Pōxié Xiángbiàn), que va ser escrit el 1838. Des de llavors, aquest llibre s'ha convertit en una font inestimable per entendre les creences d'aquests grups.

### Segona guerra sino-japonesa
Els partidaris del Lotus Blanc que van col·laborar amb els japonesos durant la Segona Guerra Sino-japonesa (1937–1945) s'enfrontaren al general musulmà Ma Biao. 

### Usos del terme "Lotus Blanc" en períodes posteriors
Tot i que la historiografia tradicional ha relacionat molts aixecaments maitreyistes i mil·lenaristes durant les dinasties Ming i Qing com tots relacionats amb el Lotus Blanc, hi ha raons per dubtar que aquestes connexions existissin. B. J. Ter Haar ha argumentat que el terme "Lotus Blanc" es va convertir en una etiqueta aplicada pels difunts buròcrates imperials Ming i Qing a qualsevol nombre de diferents aixecaments populars, societats mil·lenaristes o pràctiques "màgiques" com la recitació de mantres i l'endevinació. Si aquesta interpretació és correcta, l'augment constant del nombre de rebel·lions del Lotus Blanc en les històries imperials durant els Ming i els Qing no reflecteix necessàriament la força creixent d'una organització unificada. En canvi, aquesta tendència reflecteix una preocupació creixent dels buròcrates imperials per qualsevol forma de budisme practicada fora dels marcs sancionats dels monestirs.

#### Tiandihui i les Tríades
La secta del Lotus Blanc podria haver estat un dels principals avantpassats de les organitzacions xineses conegudes com les Tríades. Les Tríades eren originalment membres i soldats de la Tiandihui o "Societat del Cel i la Terra" durant el període de la guerra entre les dinasties Ming i Qing. La formació de les Tríades no va ser amb finalitats criminals, sinó per enderrocar els Qing i restaurar els Ming al poder. La Societat del Lotus Blanc podria haver estat una de les cinc branques de la Societat Cel Terra que es va formar al monestir de Shaolin a partir de fidels Ming. Les Cinc Branques, conegudes per alguns com els "Cinc Avantpassats", eren les Lògies Negre, Vermella, Blanca, Groga i Verda. Després que les tríades ja no fossin necessàries al camp de batalla, alguns caps militars d'alt nivell van recórrer a l'activitat criminal per trobar mitjans de supervivència.

## Cultura popular
Avatar: The Last Airbender, una sèrie de televisió animada produïda per Nickelodeon, compta amb una societat secreta anomenada Orde del Lotus Blanc.